# 61 de la Verge
61 de la Verge (61 Virginis) és una estrella de tipus espectral G5V lleugerament menys massiva que el Sol (G2V), localitzada a uns 27,8 anys llum a la constel·lació de la Verge. La composició d'aquesta estrella és molt semblant a la del Sol.
L'activitat a la cromosfera és actualment baixa. Es va sospitar que era una estrella variable el 1988 i hi va haver un esclat d'activitat entre els dies julians [24]54800 (29 de novembre de 2008) i 55220 (23 de gener de 2010).
Aquesta estrella gira una vegada cada 29 dies. Els components de la velocitat estel·lar d'aquesta estrella són U = –37,9, V = –35,3 i W = –24,7 km/s. 61 Vir orbita a través de la Via Làctia a una distància d'uns 6,9 kpc del nucli, amb una exentricitat de 0,15. S'estima que té una edat de més de sis mil milions d'anys.
61 de la Verge (G5V) és la primera nana groga ben establerta de la seqüència principal molt semblant al Sol amb una Súper Terra potencial, encara que no obstant COROT-7 (al límit del tipus espectral G) va ser la primera.

## Sistema planetari
L'eclíptica del sistema 61 de la Verge, pel que es dedueix del seu disc de pols, està inclinada 77º envers el sistema solar. L'estrella mateixa està probablement inclinada 72º.
El 1988, un estudi va proposar que 61 de la Verge era possiblement una estrella variable, però no es va trobar cap company. Un estudi posterior, onze anys més tard, també va fallar en la cerca de qualsevol company de fins a la massa de Júpiter a més de 2 ua.
El 14 de desembre de 2009, uns científics van anunciar el descobriment de tres planetes orbitant 61 Virginis amb masses d'entre 5 i 25 vegades la de la Terra. Tots tres orbiten molt a prop de l'estrella. Comparat amb les òrbites dels planetes del nostre sistema Solar, serien interiors a l'òrbita de Venus. El planeta més extern, d, encara no ha estat confirmat a l'arxiu HARPS.
Un estudi amb el telescopi Spitzer Space va revelar un excés de radiació infraroja a una longitud d'ona de 160 μm. Això indicava la presència d'un disc de debris en òrbita al voltant de l'estrella. Aquest disc es va resoldre a 70 μm. Llavors es va pensar que el seu radi interior era a 96 ua de l'estrella i el seu radi exterior a 195 ua, però ara se sap que està limitat de 30 a 100 ua. La massa total del disc és 5 · 10−5 vegades la de la Terra.
El 27 de novembre de 2012, l'Agència Espacial Europea (ESA) va declarar que el disc de pols (com el de Gliese 581, trobat recentment) té "almenys 10 vegades" tants cometes com el sistema Solar.
Des del 2012, s'han descartat "planetes més massius que Saturn orbitant a menys de 6 ua". L'ESA també ha descartat planetes amb una massa com la de Saturn més llunyans.
Es necessita més informació per a confirmar la possibilitat de planetes més petits que Saturn situats a entre 0,5 (en realitat, 0,3) i 30 ua de l'estrella. Es considera possible un planeta de la massa de la Terra dins la zona d'habitabilitat de l'estrella (que encara seria massa petit per a detectar amb la tecnologia actual)
| Companya (per ordre des de l'estrella) | Massa         | Semieix major (ua)  | Període orbital (dies) | Excentricitat | Inclinació | Radi |
| -------------------------------------- | ------------- | ------------------- | ---------------------- | ------------- | ---------- | ---- |
| b                                      | 5,3 ± 0,5 M⊕  | 0,050201 ± 0,000005 | 4,2150 ± 0,0006        | 0,12 ± 0,11   | —          | —    |
| c                                      | 18,8 ± 1,1 M⊕ | 0,2175 ± 0,0001     | 38,021 ± 0,034         | 0,14 ± 0,06   | —          | —    |
| d                                      | 23,7 ± 2,7 M⊕ | 0,476 ± 0,001       | 123,01 ± 0,55          | 0,35 ± 0,09   | —          | —    |
| Disc de pols                           | 30–>100 ua    | 30–>100 ua          | 30–>100 ua             | 30–>100 ua    | ?          | ?    |

## Vista des de 61 de la Verge
El Sol és amb prou feines visible des del sistema com una petita estrella propera a la molt brillant. Arcturus (de magnitud -1,01) és la més brillant del cel nocturn.